# Rhipicephalus ziemanni
Rhipicephalus ziemanni är en fästingart som beskrevs av Neumann 1904. Rhipicephalus ziemanni ingår i släktet Rhipicephalus och familjen hårda fästingar. Inga underarter finns listade i Catalogue of Life.